# عث الغبار
عثّ الغبار (الاسم العلمي: Dermatophagoides pteronyssinus) هي أنواع مختلفة من عث قنفذي الشكل تنتمي إلى عائلة البيروغليفيدات Pyroglyphidae والتي توجد في غبار المساكن. ومن المعروف أنها تسبب الحساسية.

## عث الغبار المنزلي
يبلغ طول حشرات العث من 0,2 إلى 0,3 ملم. لها ثمانية أرجل وهي الأقرب من عائلة العناكب وحشرة القراد، باستثناء أنها تسبب الحساسيات، فهي ليس خطرة للناس. لا تعض ولا تنشر أي نوع من العدوى. تعيش من قشور جلد الإنسان والحيوانات وبعض الأنواع يعيش من غبار الدقيق. حشرة العث تعيش فقط لشهر واحد، ولكن الأنثى تضع من 20 إلى 30 بيضة في المرة، ويؤدي التناسل إلى أكوام من العث عند توفير البيئة الداخلية شروط جيدة لذلك.

## من يـُصاب بحساسية العث
إن خطورة الإصابة بحساسية العث هي لدى الأطفال أنفسهم أو في العائلة بما يـُسمى بالمرض الآتوبي (الأكزيما الآتوبية، حمى القش، الربو التحسـّسي) والذين يتعرضون للكثير من العث في المنزل.

## أماكن تواجده
يزدهر العث حيث يجد الطعام المناسب، الحرارة المناسبة ورطوبة جو عالية قليلاً (50 إلى 80 %). يترك جميع الناس ورائهم كثيراً جدا من القشور الصغيرة من الجلد في السرير حيث تغذي آلاف من العث ولعدة أجيالٍ. ولذلك فإنه من العادي أن معظهما توجد في غرف النوم وأكثرها في أغطية السرير، الفراش وأرضية السرير. تنسحب إلى الفراش وأرضية السرير حيث تتناسل وتضع البيض والأولاد. تستمتع بشكل خاصٍ في سجادات الأرض في غرف النوم.

## الأعراض التي تأتي عن حساسية العث
حساسية كهذه تؤدي غالباً إلى الربو و/أو إلى مشاكل كبيرة مصحوبة باحتقان وسيلان الأنف. ردود فعل العينين التحسـّسية وبعض الحالات من الأكزيما الآتوبية قد تتدهور أيضاً عند الأصابة بالحساسية ضد عث غبار المنزل. إن الأطفال هم الأكثر عرضة في حال هيمنة مسبِّب الحساسية، تصبح الأغشية المخاطية في العينين والأنف والقصبة الهوائية والشعب الهوائية متهيِّجة. وعندئذ تبدأ الإزعاجات وتتدهور من جراء عدة أنواع من الغبار والروائح (مـُهيِّجات).

## كيفية التشخيص
ليس بالإمكان وضع التشخيص دائماً كنتيجة عن التاريخ المرضي. أن حصول العديد على أعراض في الليل قد يكون له عدة أسباب مختلفة. أن الكشف عن إذا ما كان هناك حساسية ضد العث هو من معايير اختبارات الحساسية. يتم القيام بالإختبار عادةً بواسطة مستحضرات من المسبِّبَين الأكثرا أهمية للحساسية (عث غبار المنازل/Dermatophygoides pteronyssinus وD.farinae). حساسية ضد عث غبار المنزل مع اختبارات دم واختبارات جلد تـُرسَل إلى مختبر خاص، تـُعد دقيقة وجديرة بالثقة. ليس بالإمكان استعمال اختبارات كهذه من أجل تقرير خطورة مستقبلية، لكن وفقط لإعطاء جواب عن إذا ماكان هناك تطوّرٌ مُسبقٌ لحساسية كهذه.